# Terbium-159
Terbium-159 of 159Tb is een stabiele isotoop van terbium, een lanthanide. Vanwege het feit dat terbium maar één stabiele isotoop kent met een abundantie op Aarde van 100%, valt het element onder zowel de mononuclidische als de mono-isotopische elementen.
Terbium-159 ontstaat onder meer bij het radioactief verval van gadolinium-159 en dysprosium-159.
{\displaystyle {\ce {{^{159}_{64}Gd}->{^{159}_{65}Tb}+{e^{-}}+{\bar {\nu }}_{e}}}}
{\displaystyle {\ce {{^{159}_{66}Dy}->{^{159}_{65}Tb}+{e^{+}}+{\nu }_{e}}}}
135Tb · 136Tb · 137Tb · 138Tb · 139Tb · 140Tb · 141Tb · 141mTb · 142Tb · 142m1Tb · 142m2Tb · 143Tb · 143mTb · 144Tb · 144m1Tb · 144m2Tb · 144m3Tb · 144m4Tb · 145Tb · 145mTb · 146Tb · 146m1Tb · 146m2Tb · 147Tb · 147mTb · 148Tb · 148m1Tb · 148m2Tb · 149Tb · 149mTb · 150Tb · 150mTb · 151Tb · 151mTb · 152Tb · 152m1Tb · 152m2Tb · 153Tb · 153mTb · 154Tb · 154m1Tb · 154m2Tb · 154m3Tb · 155Tb · 156Tb · 156m1Tb · 156m2Tb · 157Tb · 158Tb · 158m1Tb · 158m2Tb · 159Tb · 160Tb · 161Tb · 162Tb · 163Tb · 164Tb · 165Tb · 166Tb · 167Tb · 168Tb · 169Tb · 170Tb · 171Tb · 172Tb